# Dirk Mentz
Dirk Mentz (Utrecht, 17 maart 1785 - ‘s-Gravenhage, 23 februari 1847) was een Nederlands waterbouwkundige die onder andere een ontwerp gemaakt heeft voor een kanaal van Amsterdam naar zee door de duinen en een masterplan voor de haven van Hamburg.

## Jeugd en opleiding
Hij was de zoon van eenvoudige ouders, die hij beiden al heel jong verloor. Hij werd toen in Utrecht in het weeshuis van de fundatie van Renswoude opgenomen. Hij leerde voor landmeter en werd in 1802 door het departementaal bestuur van Utrecht als zodanig benoemd. In 1804 kwam hij in dienst van Holland. In 1806 werd hij benoemd als opzichter bij de droogmakerij van Mijdrecht. In 1808 werd hij assistent landmeter van het Koninkrijk Holland. Na inlijving bij Frankrijk werd hij in 1811 benoemd tot ingenieur des ponts et chaussées in de rang van landmeter 1e klasse. Zijn standplaats werd toen Alkmaar en zijn werkterrein het Departement Zuiderzee.

Kaart van de haven het Nieuwediep door Mentz (1818)

Toen zijn chef Van der Plaat in 1814 in militaire dienst moest, werd Mentz tijdelijk benoemd als waarnemer van de Ingénieur en chef van het departement met standplaats Amsterdam. Hij schijnt dat heel goed gedaan te hebben voor iemand van 29 jaar, want bij de reorganisatie van de waterstaat van 1817 werd hij hoofdingenieur in de provincies Noord-Holland en Utrecht. Bij de daaropvolgende reorganisatie an 1822 kam er voor iedere provincie een hoofdingenieur en werd hij hoofdingenieur voor Noord-Holland. Zijn standplaats werd toen Haarlem.

## Samenwerking met Goudriaan
In 1814 ontwikkelde Mentz een weegbrug. In de Franse tijd was voor de rijkswegen een tolsysteem ingevoerd, dat na 1814 gehandhaafd werd. De tolgelden hingen onder ander af van het gewicht van de 'vragtwagens', dus die moesten gewogen worden. De Franse weegbruggen waren echter in defecte staat, en Mentz ontwikkelde een nieuwe, eenvoudiger constructie. De directeur-generaal was positief, maar zag wel wat problemen. Daarom werd hij gevraagd om met Adriaan Goudriaan in 1815 een weegbrug verder te ontwikkelen en te bouwen bij Baambrugge. Zie de publicatie van 1834 van Goudriaan hierover.

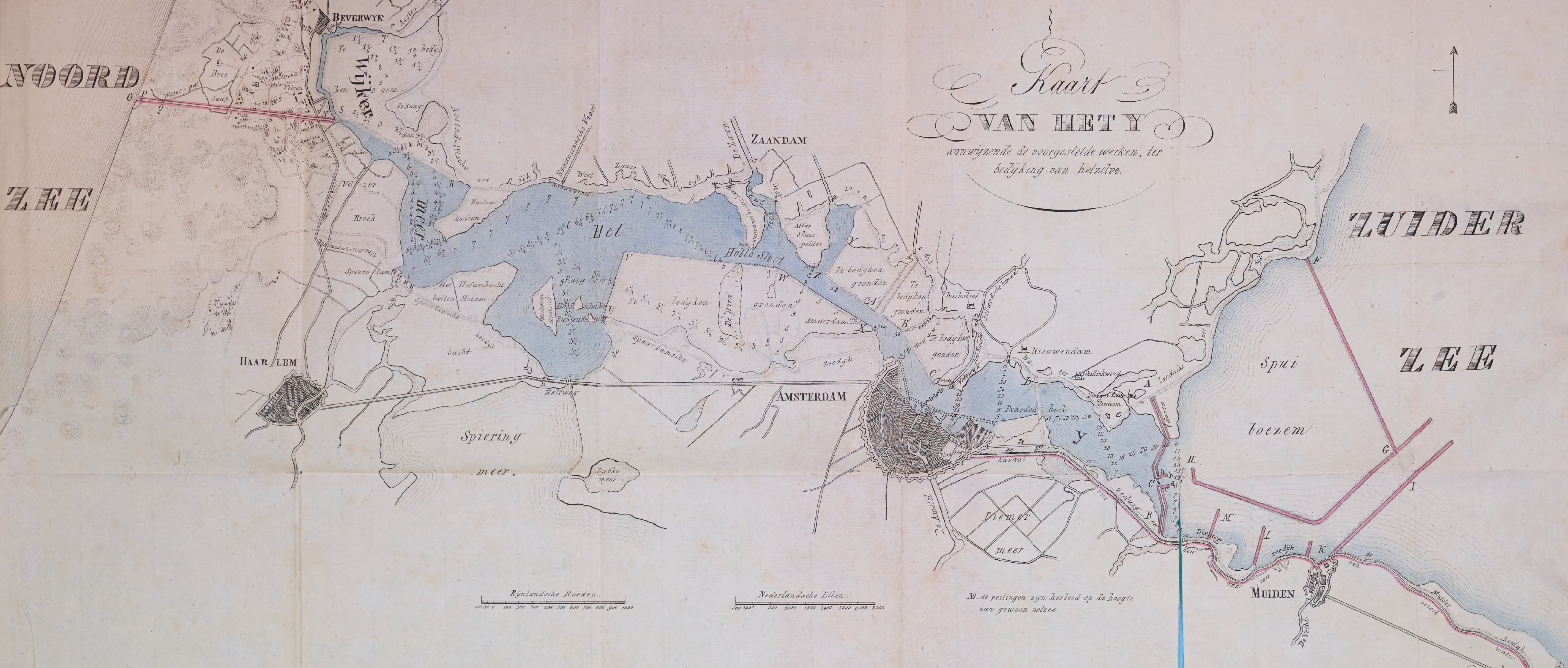
Het plan van Mentz voor afsluiting van het IJ met kanaal naar de Noordzee

In 1823 publiceerde hij samen met Adriaan Goudriaan een antwoord op de prijsvraag, uitgeschreven door de Hollandsche Maatschappij der Wetenschappen, over de afdamming van het IJ. Ze kregen ieder hier de gouden medaille voor en ƒ 2500. Zij stelden voor om het IJ vanaf de polder IJdoorn bij Durgerdam af te sluiten met een dam, zodat het IJ een getijloos zoetwatermeer zou worden en daardoor geen last meer zou hebben van de aanslibbing. Goudriaan stelde een kanaal voor naar Marken, terwijl Mentz een stelsel van dammen voorstelde. Mentz stelde voor om vanuit dit IJmeer een kanaal naar zee te graven ter hoogte van Velzen. Goudriaan stelde voor om een kanaal te graven vanaf Durgerdam door Waterland naar Marken, en dan door het eiland Marken naar de Zuiderzee (het Markens kanaal of Goudriaankanaal). Het project was tegen het zere been van Jan Blanken, en die trok van leer tegen Mentz: 'een jong onervaren man' met 'bekrompen eigenzinnigheid'. Er werd na veel gedoe besloten om het alternatief van Goudriaan uit te voeren, maar er bleef scepsis, ook bij Mentz. Die schreef in een vertrouwelijke brief aan de gouverneur van Noord-Holland dat hij twijfels had over de te verwachten (en noodzakelijke) uitschuring voor de kust van Marken. Die visie van Mentz heeft de besluitvorming rond het Goudriaankanaal doen keren. Zijn oordeel, waar de gouverneur veel waarde aan hechtte, heeft de minister doen besluiten om snel de koning op andere gedachten te brengen. Goudriaan heeft dit nooit geweten.

## Later werk
In 1827 stelde Goudriaan voor om Mentz te bevorderen tot inspecteur. Maar om politieke redenen ging dat op dat moment niet door. Met ingang van oktober 1829 werd hij wel tot inspecteur in het 2e district met standplaats 's-Gravenhage benoemd. Zijn district bestond uit Noord- en Zuid-Holland, Zeeland en Utrecht. Na februari 1835 hoorde ook Friesland daarbij. In deze betrekking bleef hij tot zijn overlijden werkzaam.
Hij was o.a. lid en voorzitter van de in januari 1838 ingestelde commissie, belast met het onderzoek naar de vraag of voor de droogmaking van het Haarlemmermeer de voorkeur aan stoombemaling gegeven moest worden en zo ja, of daarbij het gebruik van turf was aan te raden. Mentz was in tegenstelling met de andere leden geen voorstander van stoombemaling, en daar koning Willem I dit wel was werd deze commissie in maart 1840 vervangen door een andere war Mentz geen deel van uit maakte.

## Hamburg

Grundriss Von Hamburgs Häfen und ihrer Umgebung im Jahre 1839

In 1839 werd Mentz gevraagd om een plan op te stellen voor de haven van Hamburg, dit in relatie met de bescherming tegen overstromingen en het zoveel mogelijk voorkomen van aanslibbing. Deze studie is in het Duits vertaald en uitgegeven, met een losse tekening van zijn plan.

## Lidmaatschappen en privéleven
In 1827 werd Mentz lid van het Bataafsch Genootschap te Rotterdam, in 1823 lid van de Hollandsche Maatschappij der Wetenschappen te Haarlem, en in 1827 lid van de 1e klasse van het Koninklijk Instituut van Wetenschappen, Letterkunde en Schoone Kunsten . De koning benoemde hem in 1834 tot ridder der orde van de Nederlandse Leeuw, en schonk hem in 1843 een bijzonder blijk van zijn gunst.
In oktober 1844 overleed een zoon op 23-jarige leeftijd, net voor diens promotie tot doctor in de medicijnen. Dit overlijden heeft hem zo aangegrepen dat zijn gezondheid snel achteruitging en in februari 1847 is hij overleden. Een andere zoon (Abraham Bastiaan) maakte carrière binnen de waterstaat, en werd in 1860 burgemeester an Terschelling.
- Biografisch Portaal: 06224015
- Digitale Bibliotheek voor de Nederlandse Letteren: ment005
- Gemeinsame Normdatei: 1053277598
- Virtual International Authority File: 309621935